# Яценко, Ирина Владимировна
Ирина Владимировна Яценко (28 августа 1921, Москва — 6 октября 2014, там же) — советский и российский археолог, историк, кандидат исторических наук, доцент кафедры археологии исторического факультета МГУ им. М. В. Ломоносова, специалист по скифской археологии.

## Биография
Родилась 28 августа 1921 года в Москве в семье авиатора и авиаконструктора Владимира Панфиловича Яценко. В 1939 году поступила на исторический факультет МГУ, специализировалась на кафедре археологии, основанной в 1939 году А. В. Арциховским. Научным руководителем был скифолог и антиковед Б. Н. Граков. С 1941 года находилась в эвакуации. В 1941—1942 годах работала на авиационном заводе в городе Новосибирске, затем в лаборатории авиационного завода в городе Куйбышеве. С 1942 года в Свердловске работала на минометном заводе, одновременно продолжая обучение в университете, который также был эвакуирован в Свердловск. Вернувшись в Москву летом 1943 года, работала на заготовке бревен на одной из пристаней реки Москвы.
По окончании университета, в 1945—1949 годах под руководством Б. Н. Гракова училась в аспирантуре Института истории материальной культуры АН СССР. В 1955 году защитила в ИИМК кандидатскую диссертацию «Скифские памятники степного Приднепровья и Приазовья (VII—V вв. до н. э.)».
В 1951—1962 годах работала в Государственном Историческом музее.
В 1962—1994 годах преподавала на кафедре археологии исторического факультета МГУ. Читала курсы «Ранний железный век», «Музееведение», «Основы археологии», спецкурсы «История изучения скифского искусства» и «Позднескифская культура». В 1978 году исполняла обязанности заведующей кафедрой археологии.
Участвовала в работе многих археологических экспедиций. С 1968 по 1986 год была начальником Крымской экспедиции МГУ.
С 2016 года исторический факультет МГУ проводит «Чтения памяти Ирины Владимировны Яценко».

## Научная деятельность
Область научных интересов — скифология, антиковедение, поздний бронзовый век, сарматская археология.
Отличительной чертой научного подхода И. В. Яценко является симбиоз скифологии и антиковедения, что отчасти было обусловлено особенностями исследуемого материала — крымские памятники демонстрируют взаимное влияние греческого и скифского начала.
В 1959 году была опубликована монография, написанная на основе кандидатской диссертации о скифских памятниках Приднепровья и Приазовья раннескифского времени, «Скифия VII—V вв. до н. э.: Археологические памятники степного Приднепровья и Приазовья VII—V вв. до н. э.». Автор освещает жизнь степей Евразии до прихода скифов, дает общую характеристику скифских памятников и степной культуры VII—V веков до нашей эры, характеризует скифский союз племён как протогосударственное образование кочевого типа.
И. В. Яценко была активным полевым исследователем. Ее важнейшим исследованием стали раскопки греко-скифского городища Чайка в Евпатории. Сначала она участвовала в них под руководством А. Н. Карасева, затем в качестве начальника экспедиции. В итоге была выработана концепция датировки городища, выявлены два основных периода его существования: греческое и позднескифское поселения.
В 1973—1982 годах Крымская экспедиция МГУ раскопала поселение Маяк I в 2,6 км от городища Чайка. Памятник существовал с начала последней трети IV до первой четверти III вв. до н. э. Также был открыт виноградный плантаж 360-х годов до н. э. — первой четверти III в. до н. э.

## Основные работы
- Скифские погребения близ Ногайска // ВДИ. 1956. № 1. C. 157—165.
- Скифия VII—V вв. до н. э.: Археологические памятники степного Приднепровья и Приазовья VII—V вв. до н. э. М., 1959. 116 с.
- Декоративная роспись общественного здания в Неаполе Скифском. 1960. C. 91-112
- О двух жертвенниках-эсхарах в курганах побережья Днепровского-Бугского лимана. 1960. С. 99-104.
- Тарелка царицы Гипепирии из Неаполя Скифского // Историко-археологический сборник. М., 1962. С. 101—113.
- Раннее сарматское погребение в бассейне Северного Донца // КСИА. Т. 89. 1962. С. 42-50.
- Борис Николаевич Граков // Вестн. Моск. ун-та. Серия 9. История. 1970. № 1. С. 89-92.
- Исследование сооружений скифского периода на городище Чайка в Евпатории (1964—1967 годах) // КСИА. Т. 124. 1970. С. 31-38.
- Искусство скифских племен Северного Причерноморья // История искусства народов СССР. Т. 1. 1971.
- Искусство эпохи раннего железа // Произведения искусства в новых находках советских археологов. М., 1977. С. 43-104.
- Ранний железный век. М.: МГУ, 1977. (соавт. Граков Б. Н., Елагина Н. году)
- Некоторые аспекты состояния скифской проблемы // Народы Азии и Африки. 1980. № 5. (соавт. Д. С. Раевский)
- Кубок Гигиеи // Проблемы античной культуры. М.: Наука, 1986. C. 226—232.
- Apxeoлогічнa діяльнiсть Б. М. Гракова на Укpaїнi // Аpxeoлогія. 1990. № 3. (соавт. Ю. Г. Виноградов)
- К истории населения степной Скифии и его культуры в V—IV вв. до н. э. // ПССАСП II. 1994.
- О времени и причинах исчезновения «кубанских» шлемов в скифской культуре Северного Причерноморья и Северного Кавказа // Сарматы и Скифия. Азов, 1997. Вып. 5.